# Лет (Нідерланди)
Лет (нід. Leuth) — село в нідерландській провінції Гелдерланд, на кордоні з Німеччиною. Входить до муніципалітету Берг-ен-Дал.
Перші письмові згадки про населений пункт датуються кінцем 9-го сторіччя. Раніше мало статус окремого муніципалітету.

## Галерея

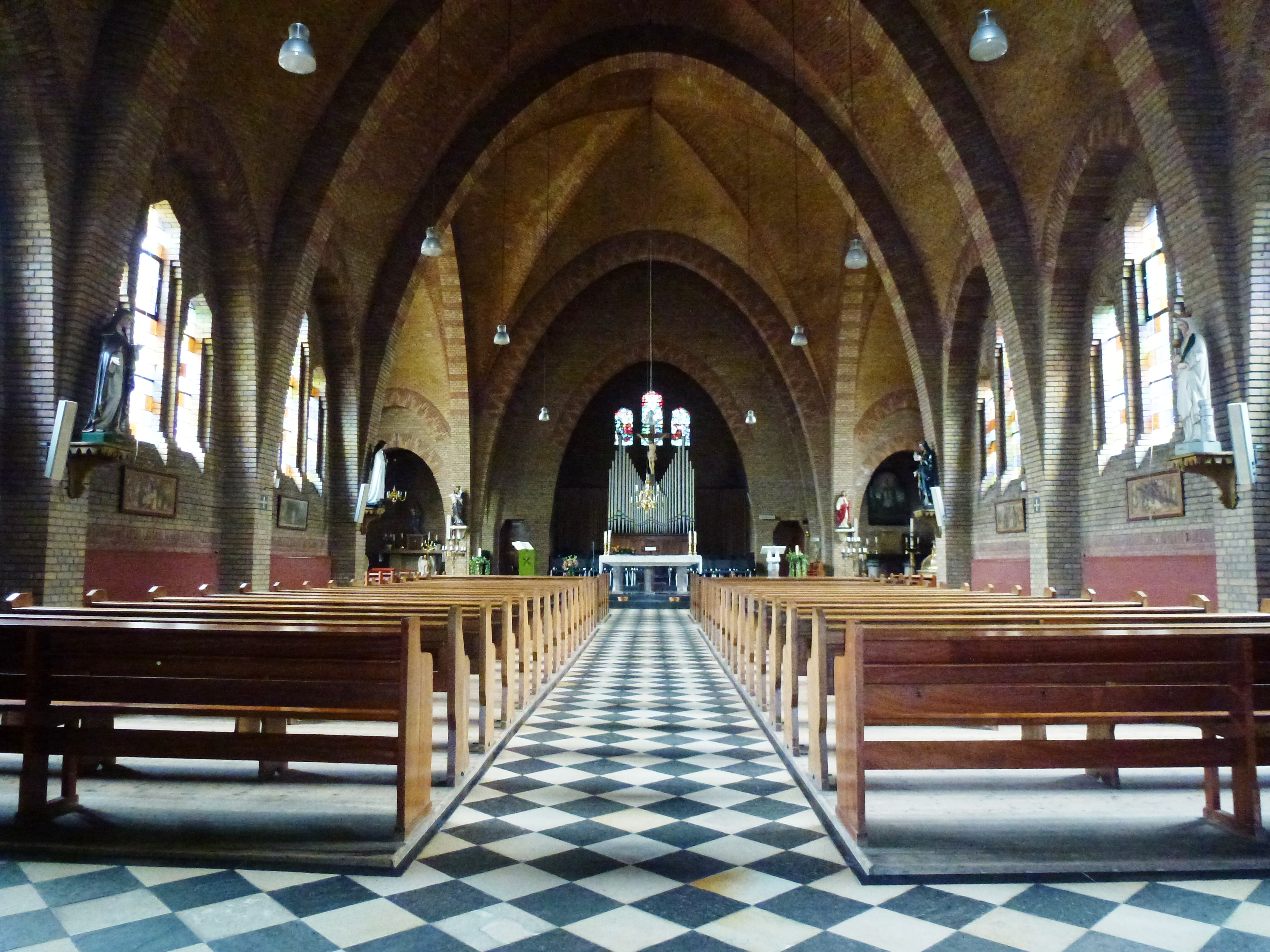
Інтер'єр церкви
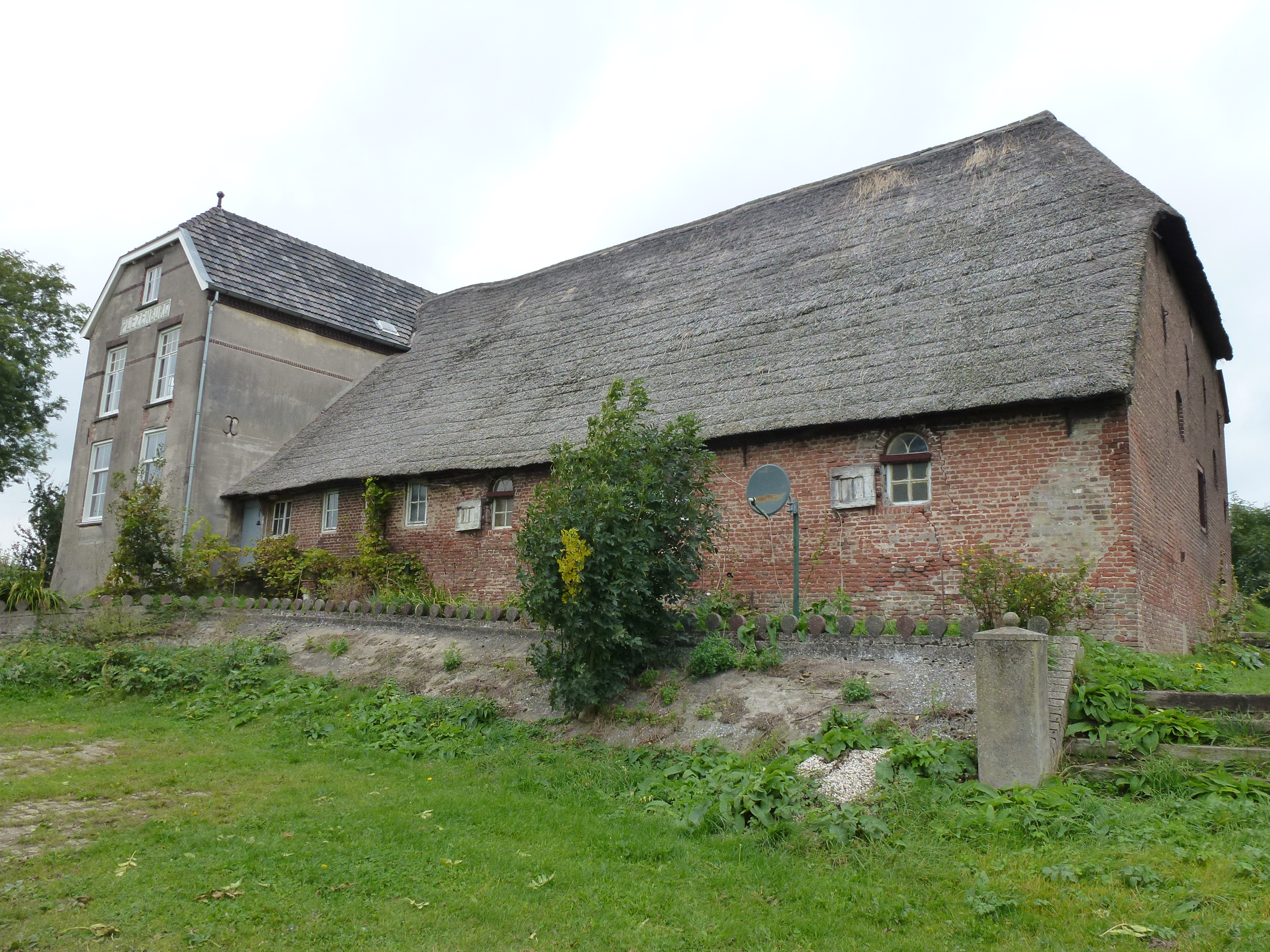
Ферма
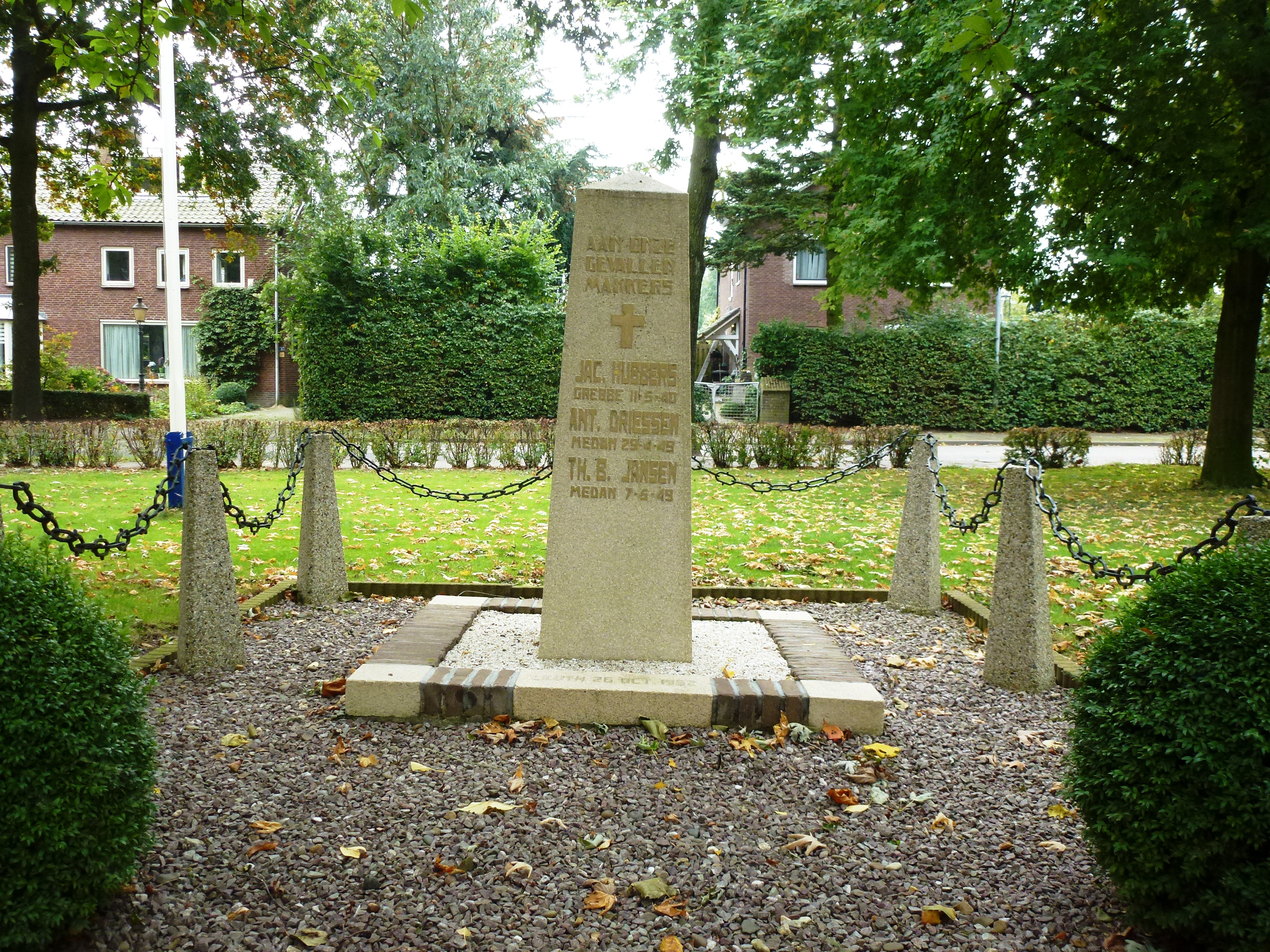
Воєнний меморіал
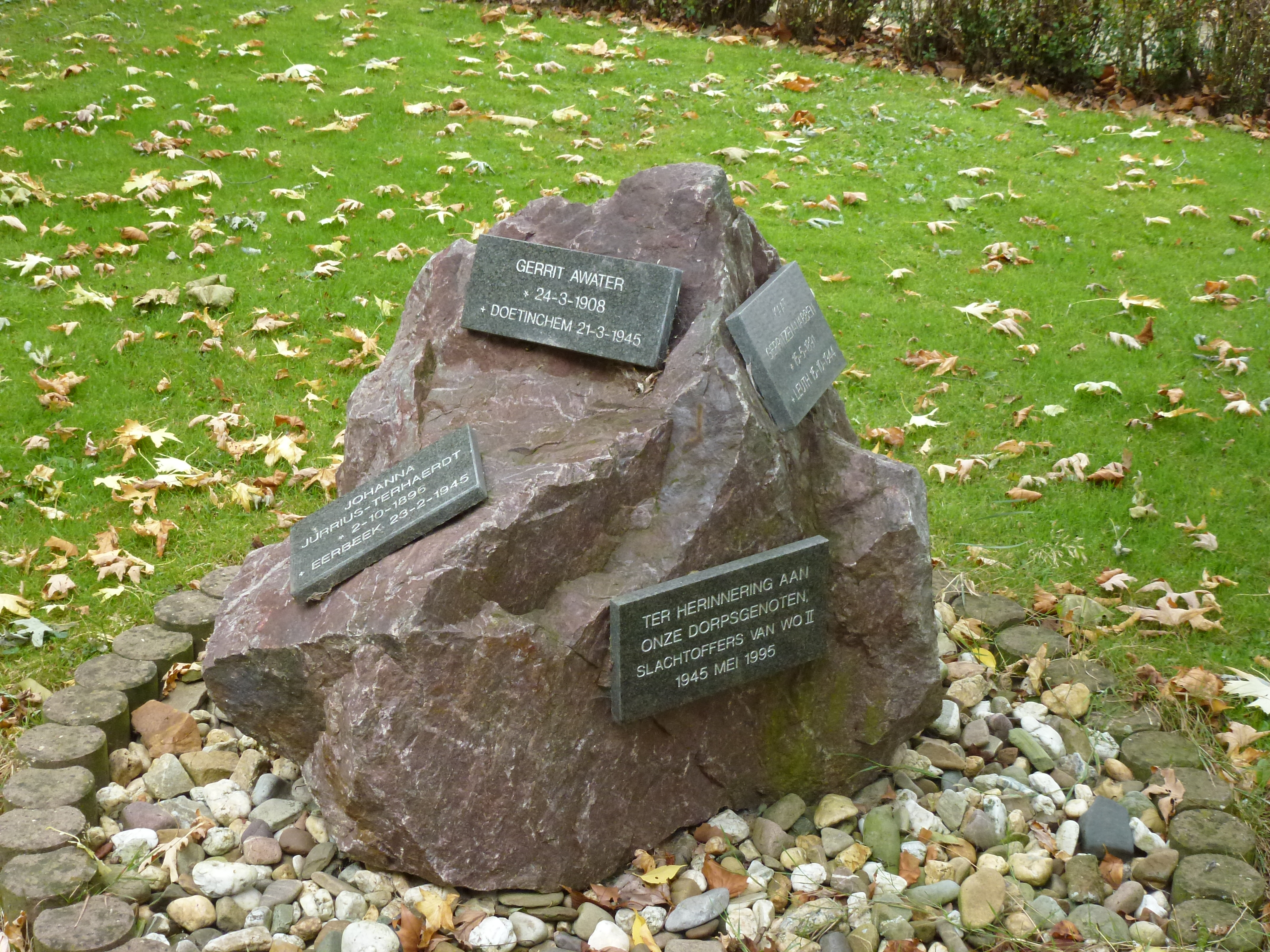
Воєнний меморіал